# روزا هوب
روزا هوب (بالإنجليزية: Rosa Hope)‏ هي رسامة جنوب أفريقية، ولدت في 8 يونيو 1902 في مانشستر في المملكة المتحدة، وتوفيت في 7 مايو 1972 في كوكستاد ‏ في جنوب أفريقيا.